# كين سالازار
كينيث لي سالازار (بالإنجليزية: Ken Salazar)‏ (ولد في 2 مارس 1955) هو سياسي أمريكي شغل منصب وزير الداخلية الأميركي الخمسين في إدارة الرئيس باراك أوباما في الفترة من 2009 إلى 2013. وهو عضو في الحزب الديمقراطي وكان عضو مجلس الشيوخ الأمريكي عن ولاية كولورادو من عام 2005 إلى عام 2009. وكان هو وميل مارتينيز (جمهوري من فلوريدا) أول سيناتورين أمريكيين من أصل إسباني منذ عام 1977؛ انضم إليهما بوب مينينديز (ديمقراطي من نيوجيرسي) في عام 2006. شغل سالازار منصب النائب العام لولاية كولورادو من عام 1999 إلى عام 2005، قبل انتخابه لمجلس الشيوخ.
في 17 ديسمبر 2008، أعلن الرئيس المنتخب أوباما أنه سيعين سالازار وزيرا للداخلية. كان رد فعل الحركات البيئية على هذا الترشيح مختلطا. دعم سالازار في السابق ترشيح غيل نورتون لمنصب وزير الداخلية، والتي كانت أول من عينها الرئيس جورج دبليو بوش والتي سبقت سالازار في منصب النائب العام لولاية كولورادو. في 20 يناير 2009، تم تصديق تعيين سالازار بالموافقة بالإجماع في مجلس الشيوخ.
في 16 يناير 2013، أفادت الأنباء أن سالازار كان يعتزم الاستقالة من منصب وزير الداخلية في مارس 2013، ولكنه أجل استقالته في انتظار تصديق مجلس الشيوخ لخليفته، سالي جويل. في 10 يونيو 2013 أصبح شريكا في شركة القانون ويلمرهيل الدولية الكبرى، وتم تكليفه بفتح مكتب للشركة في دنفر.في 16 أغسطس 2016، تم تعيين سالازار لرئاسة الفريق الانتقالي للمرشحة الرئاسية هيلاري كلينتون.

## التعليم
تعلم في جامعة ميشيغان.

## روابط خارجية
- كين سالازار على موقع الموسوعة البريطانية (الإنجليزية)
- كين سالازار على موقع مونزينجر (الألمانية)
- كين سالازار على موقع إن إن دي بي (الإنجليزية)